# Svartösundet
Svartösundet is een zeestraat tussen de Gråsjälfjärden en de Sandöfjord. Het ligt tussen het voormalige eiland Svartön, waarop het industrieterrein van Luleå, in het noorden en het eiland Sandön.